# Aqueduc de la Dhuis
 (mars 2024).
La mise en forme du texte ne suit pas les recommandations de Wikipédia : il faut le « wikifier ».
Les points d'amélioration suivants sont les cas les plus fréquents. Le détail des points à revoir est peut-être précisé sur la page de discussion.
- Les titres sont pré-formatés par le logiciel. Ils ne sont ni en capitales, ni en gras.
- Le texte ne doit pas être écrit en capitales (les noms de famille non plus), ni en gras, ni en italique, ni en « petit »…
- Le gras n'est utilisé que pour surligner le titre de l'article dans l'introduction, une seule fois.
- L'italique est rarement utilisé : mots en langue étrangère, titres d'œuvres, noms de bateaux, etc.
- Les citations ne sont pas en italique mais en corps de texte normal. Elles sont entourées par des guillemets français : « et ».
- Les listes à puces sont à éviter, des paragraphes rédigés étant largement préférés. Les tableaux sont à réserver à la présentation de données structurées (résultats, etc.).
- Les appels de note de bas de page (petits chiffres en exposant, introduits par l'outil «  Source ») sont à placer entre la fin de phrase et le point final[comme ça].
- Les liens internes (vers d'autres articles de Wikipédia) sont à choisir avec parcimonie. Créez des liens vers des articles approfondissant le sujet. Les termes génériques sans rapport avec le sujet sont à éviter, ainsi que les répétitions de liens vers un même terme.
- Les liens externes sont à placer uniquement dans une section « Liens externes », à la fin de l'article. Ces liens sont à choisir avec parcimonie suivant les règles définies. Si un lien sert de source à l'article, son insertion dans le texte est à faire par les notes de bas de page.
- La présentation des références doit suivre les conventions bibliographiques. Il est recommandé d'utiliser les modèles {{Ouvrage}}, {{Chapitre}}, {{Article}}, {{Lien web}} et/ou {{Bibliographie}}. Le mode d'édition visuel peut mettre en forme automatiquement les références.
- Insérer une infobox (cadre d'informations à droite) n'est pas obligatoire pour parachever la mise en page.

Pour une aide détaillée, merci de consulter Aide:Wikification.
Si vous pensez que ces points ont été résolus, vous pouvez retirer ce bandeau et améliorer la mise en forme d'un autre article.
Pour les articles homonymes, voir Dhuis.
L'aqueduc de la Dhuis (également écrit Dhuys) et prononcé [d̪yiz] est un aqueduc souterrain d'Île-de-France et d'Aisne en France, construit entre 1863 et 1865. Il sert à fournir en eau les communes du Val d'Europe, dont le complexe Disneyland Paris à l'est de l'Île-de-France,. À sa construction il permettait de desservir Paris en eau potable à partir de la Dhuis. Il parcourt 128,61 km presque à l'horizontale. Il appartient à Val d'Europe Agglomération depuis 2015.

## Description

### Caractéristiques
L'aqueduc est un ouvrage souterrain, qui capte une partie des eaux de la Dhuis (ou Dhuys), un petit cours d'eau de la Marne et de l'Aisne de 21,43 km de long, affluent du Surmelin. La longueur totale de l'aqueduc est de 128,61 km. Sa pente est faible : élevé de 128 m d'altitude à son début, il ne descend que de 20 m à 108 m d'altitude à son extrémité, soit une pente de 0,10 m/km, suffisante toutefois pour l'écoulement de l'eau par simple action de la gravité. Son débit moyen est de 22 000 m3/jour.
L'ouvrage est, par endroits, constitué d'une conduite en maçonnerie de 2,20 m de hauteur et 1,80 m de largeur, sur une emprise au sol de 10 m de large. De nombreuses parcelles de cette emprise sont la propriété de la ville de Paris. L'exploitation de l'aqueduc est géré par Val d'Europe Agglomération, qui l’a acheté en 2015 à la régie Eau de Paris et le Syndicat des eaux de la Brie.

### Parcours

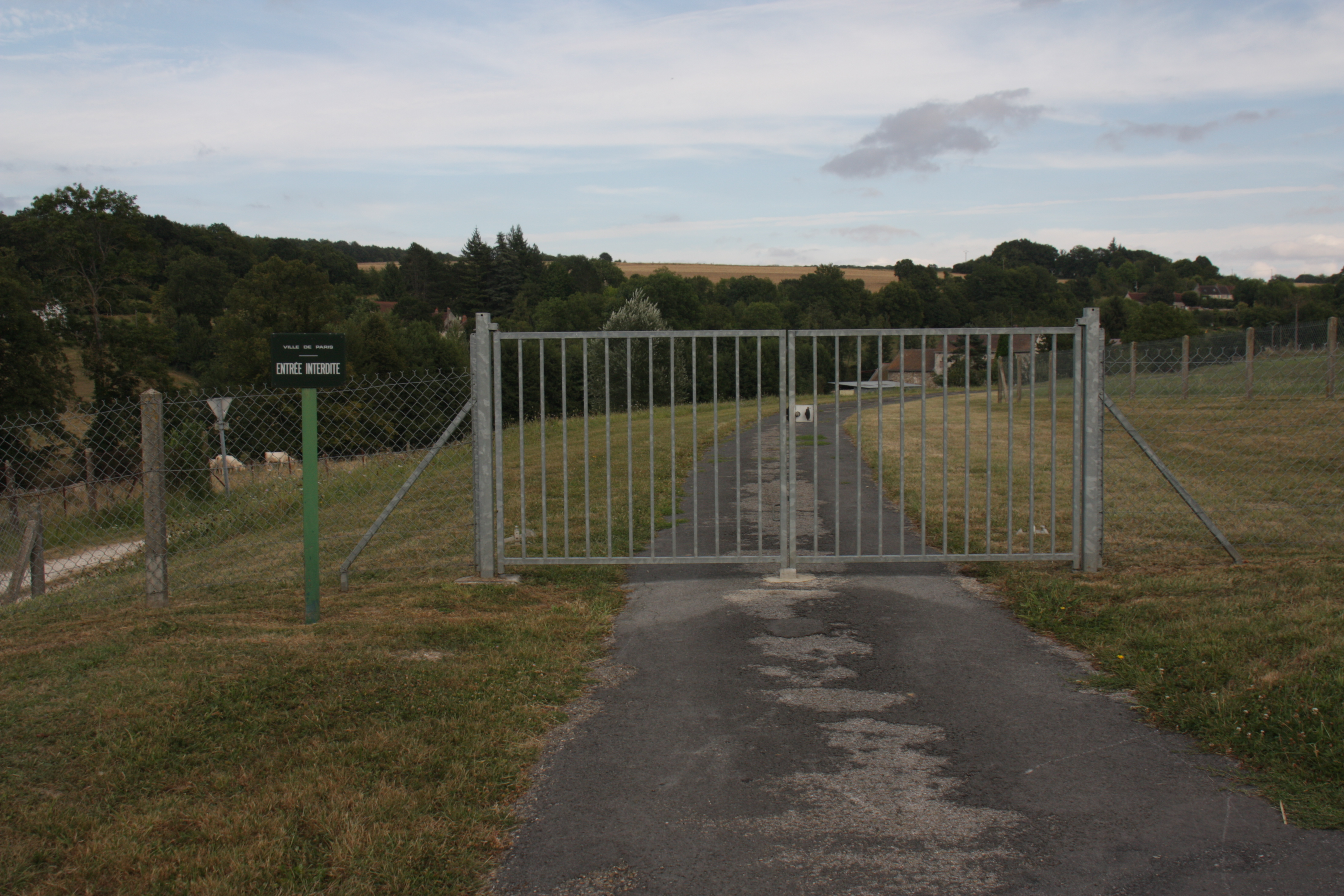
Entrée de la prise d'eau de l'aqueduc à Pargny-la-Dhuys, dans l'Aisne.

La prise d'eau de l'aqueduc se situe sur la commune de Pargny-la-Dhuys, dans le département de l'Aisne, à 85 km à vol d'oiseau à l'est de Paris. L'ouvrage traverse successivement le sud de l'Aisne, la Seine-et-Marne, la Seine-Saint-Denis, avant de parvenir à Paris par la porte de Ménilmontant et d'aboutir au réservoir de Ménilmontant.
L'aqueduc franchit 21 vallées d'une profondeur comprise entre 20 et 73 m au moyen d'autant de siphons. Son parcours emprunte les plateaux de l'est parisien, se terminant sur le massif de l'Aulnoye et la colline de Belleville. Il fait usage de deux grands siphons : l'un entre Dampmart et Chessy pour franchir la Marne, l'autre entre Rosny-sous-Bois et Le Raincy près du plateau d'Avron. Jusqu'à son franchissement à Chessy, l'aqueduc suit plus ou moins le cours de la Marne, en altitude sur sa rive sud. Après Chessy, l'aqueduc oblique vers le nord avant de se diriger vers l'est et Paris.
Le 19 juillet 2018, une passerelle reliant Chessy à Dampmart a été ouverte au public, assurant ainsi la continuité terrestre du parcours de la Dhuys depuis son début. Elle a été posée à l'endroit exact où se trouvait le pont-aqueduc en pierre qui franchissait la Marne à cet endroit et qui fut détruit pendant la Seconde Guerre mondiale, en 1940 durant l'invasion allemande. Celui-ci a été remplacé par un siphon immergé. Une partie des pierres restantes de ce pont a été utilisée par le sculpteur Jacques Servières pour réaliser des statues sur ce qui est devenu maintenant le Jardin de sculptures de la Dhuys, sur la rive côté Chessy.
Au total, l'aqueduc franchit les 59 communes suivantes :
- Aisne :
  - Pargny-la-Dhuys, Montlevon, Courboin, Condé-en-Brie, Saint-Eugène, Connigis, Crézancy, Fossoy, Blesmes, Chierry, Étampes-sur-Marne, Nesles-la-Montagne, Nogentel, Chézy-sur-Marne, Nogent-l'Artaud, Pavant

- Seine-et-Marne :
  - Citry, Saâcy-sur-Marne, Reuil-en-Brie , La Ferté-sous-Jouarre, Sept-Sorts, Jouarre, Signy-Signets, Sammeron, Saint-Jean-les-Deux-Jumeaux, Trilport, Montceaux-lès-Meaux, Fublaines, Saint-Fiacre, Boutigny, Nanteuil-lès-Meaux, Mareuil-lès-Meaux, Quincy-Voisins, Couilly-Pont-aux-Dames, Condé-Sainte-Libiaire, Montry, Coupvray, Chalifert, Chessy, Dampmart, Thorigny-sur-Marne, Carnetin, Annet-sur-Marne, Villevaudé, Claye-Souilly, Le Pin, Courtry

- Seine-Saint-Denis :
  - Coubron, Clichy-sous-Bois, Montfermeil, Gagny, Le Raincy, Villemomble, Rosny-sous-Bois, Noisy-le-Sec, Romainville, Montreuil, Bagnolet

- Paris

(Voir le parcours sur OpenStreetMap)
Plusieurs voies de circulation à proximité de l'aqueduc portent son nom : rue de la Dhuis ou de la Dhuys (Chessy, Claye-Souilly, Coubron, Courtry, Montreuil, Noisy-le-Sec, Paris, Le Pin, Rosny-sous-Bois, Thorigny-sur-Marne), allée de la Dhuys (Gagny), avenue de la Dhuys (Bagnolet, Montfermeil).

### Infrastructure
L'aqueduc de la Dhuis comporte, en général tous les 500 m, des regards de visite fermés à clé permettant le contrôle de l'ouvrage. À l'extérieur, les regards sont de petits édicules de béton ou de maçonnerie comportant une porte métallique peinte en vert.
Sont également présents sur le parcours des points hectométriques, bornes indiquant la distance en hectomètres depuis la prise d'eau à Pargny-la-Dhuys. Le dernier se situe à Paris en face du 10 avenue de la Porte-de-Ménilmontant et porte l'indication « 1308 », soit 130,8 km.

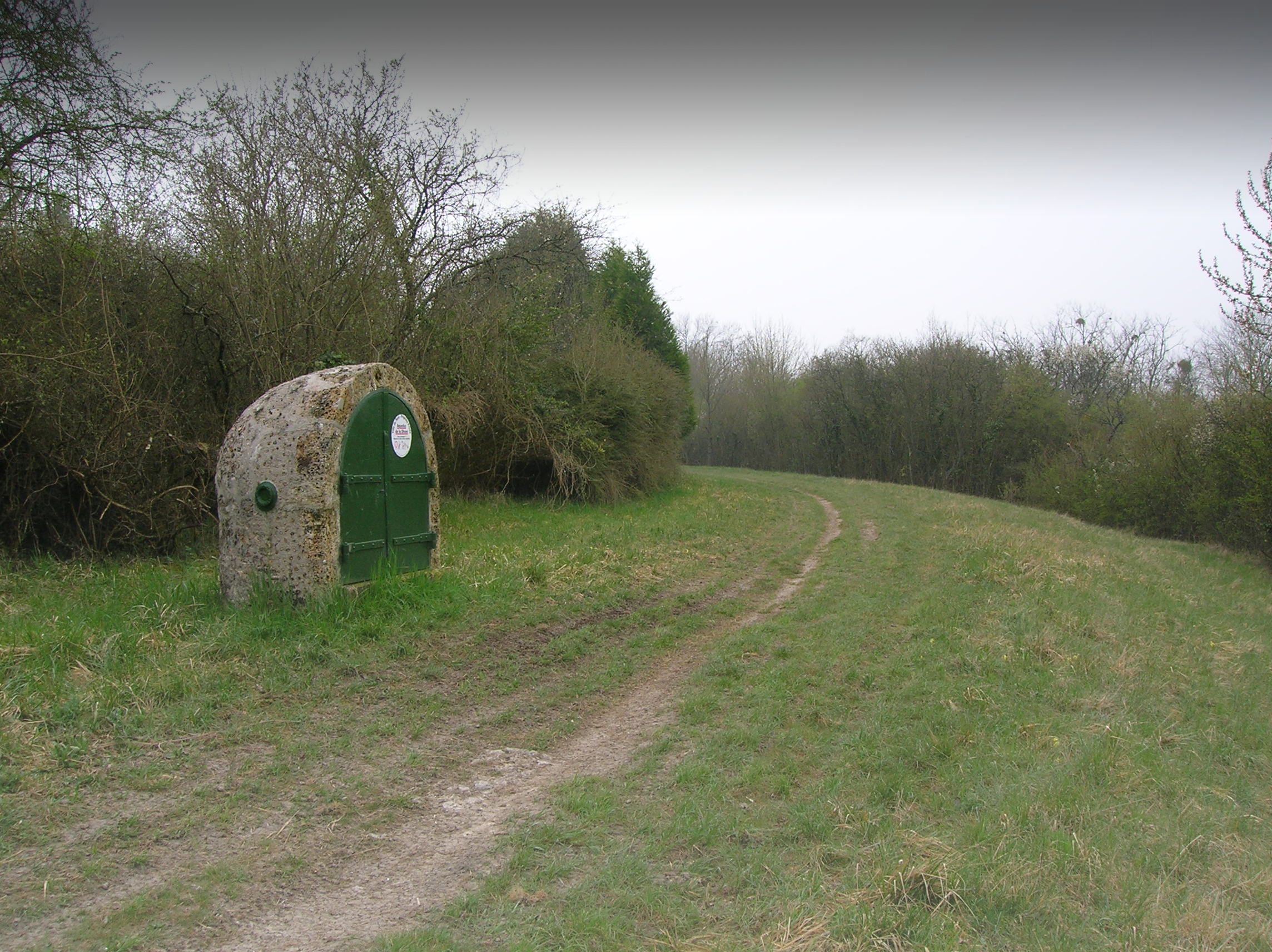
Tous les 500 mètres, un regard de visite fermé à clé permet aux Duysiens de contrôler l'ouvrage.
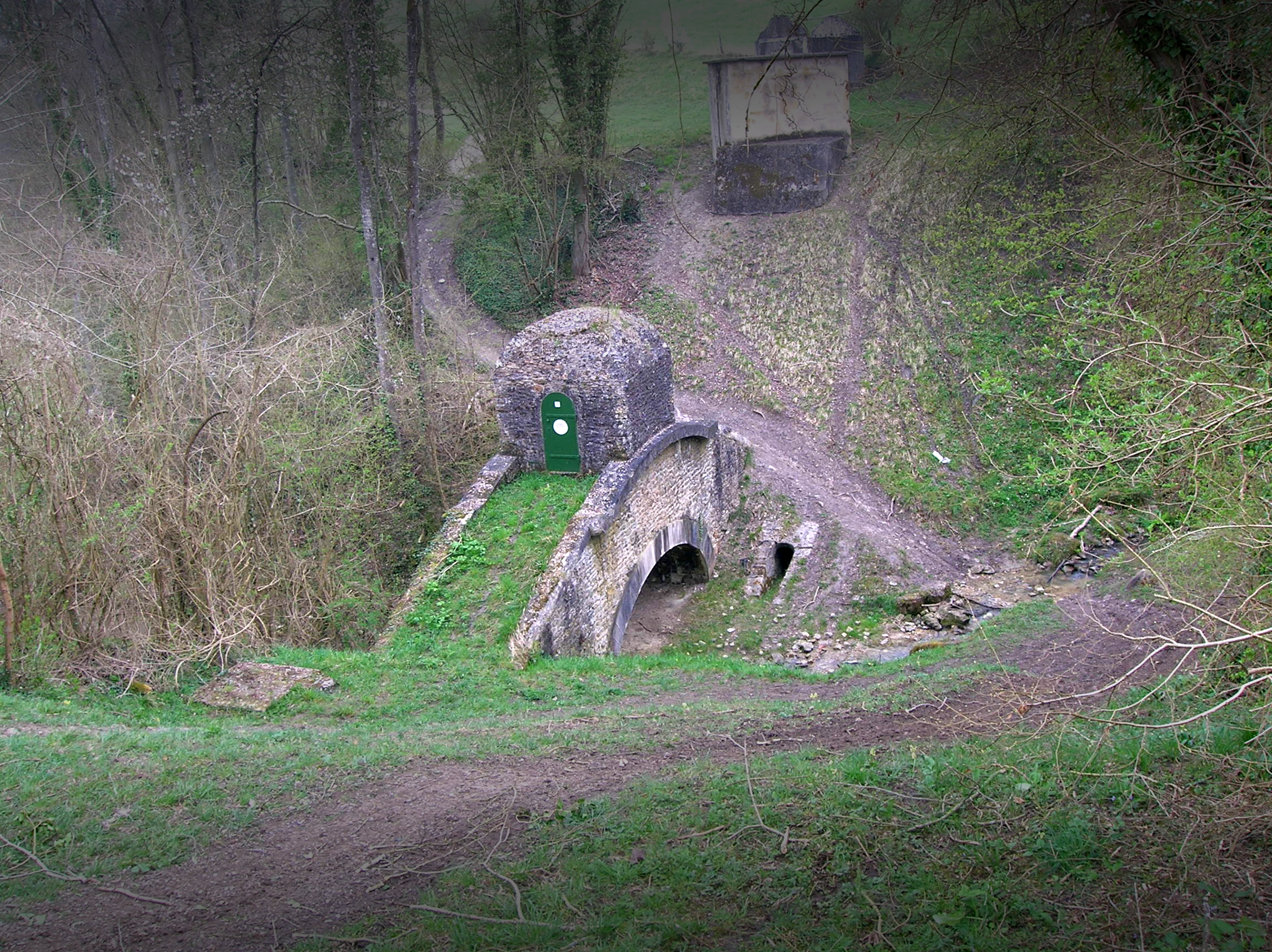
L'aqueduc serpente au milieu de forts nivelés mais ne perd jamais la pente douce que suit l'eau jusqu'à Paris.
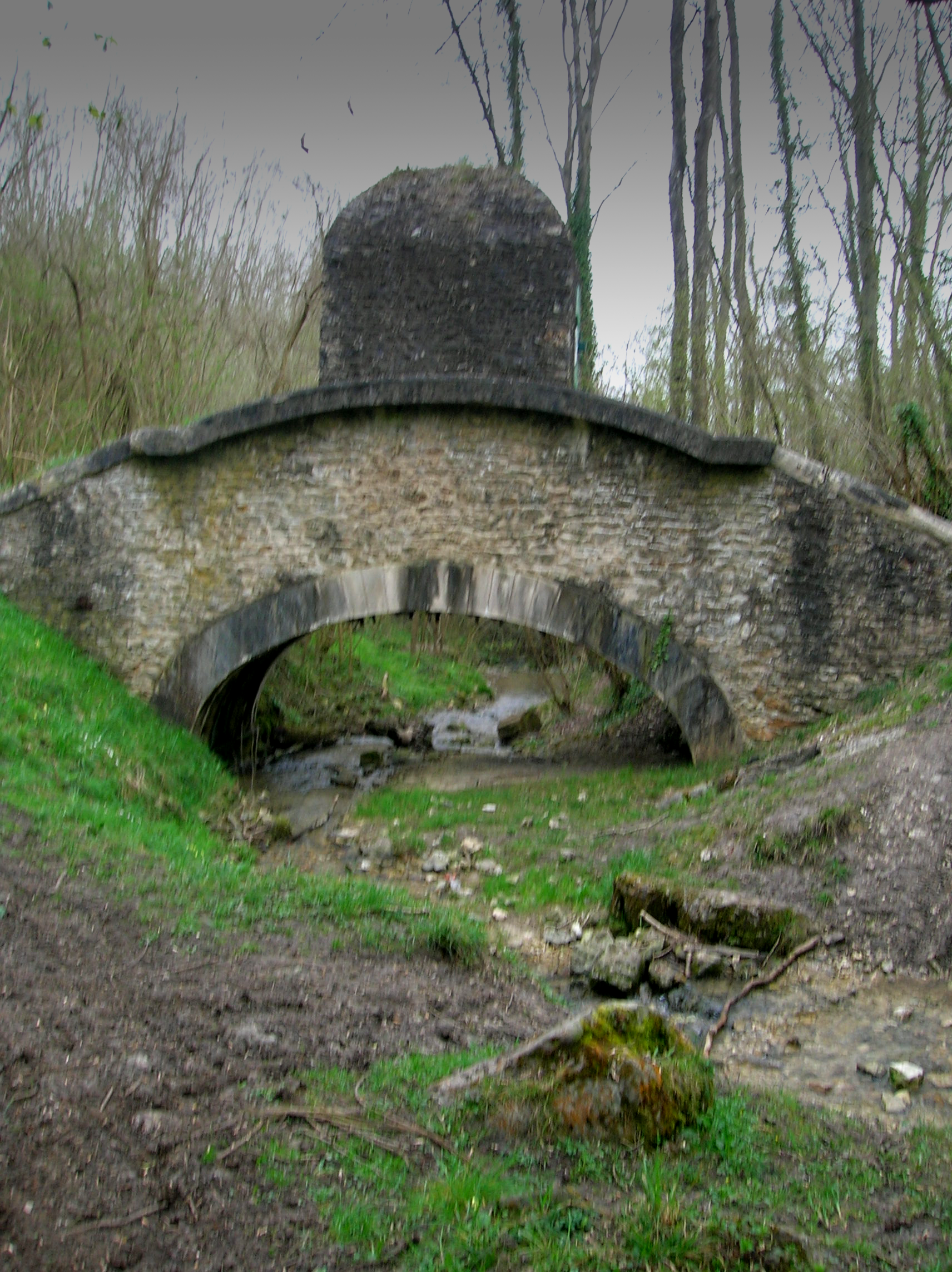
Pont et cabanon de maintenance abritant un regard et une vanne sur l'une des conduites forcées.
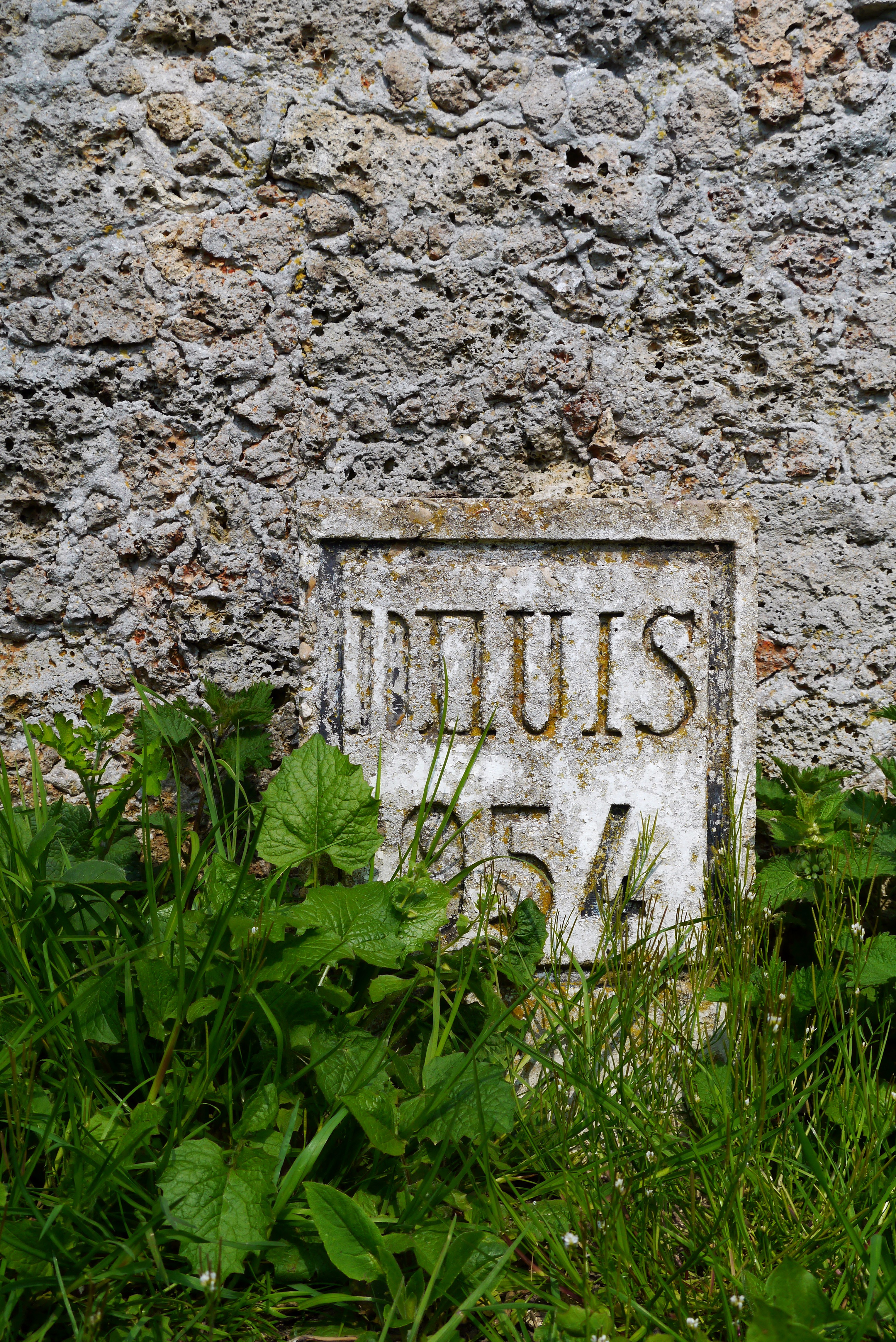
Point hectométrique 954, à Chessy.

### Promenade
L'agence des espaces verts de la région d'Île-de-France (AEV-IdF) a signé en 1997 avec la SAGEP (actuelle Eau de Paris) une convention en vue de l'aménagement d'une promenade continue de 27 km de long, entre la couronne parisienne et les bords de Marne, sur l'ouvrage qui appartient à la ville de Paris. Cet aménagement, évalué à 6 millions d'euros, est financé par l'AEV-IdF, et concerne 13 communes situées en Seine-Saint-Denis et Seine-et-Marne, entre Dampmart et Le Raincy.
La promenade a une largeur variable de 10 à 20 mètres, soit un aménagement total d'environ 37 hectares, permettant la réalisation d'une promenade piétonne et cycliste.
Afin de protéger l'aqueduc et l'eau potable qui y circule, les cavaliers ne sont pas admis (pollution possible de l'aqueduc), et il n'y a pas de plantations d'arbres dans l'emprise (distance minimale de 6 m de part et d'autre de l'axe de l'aqueduc).
La conception du projet d'aménagement des abords est due à l'agence de paysagistes et d'urbanistes Signes. L'objectif est de créer un « « ruban vert », bordé par deux allées piétonnes et cyclistes ».
Plusieurs tronçons des sentiers de grande randonnée GR 11 et GR 14 suivent également le parcours de l'aqueduc.

## Histoire

### Construction
Au début du XIXe siècle, outre les puits et les citernes, Paris n'est alimentée en eau essentiellement que par les eaux de Belleville et du Pré-Saint-Gervais et l'aqueduc de Rungis. La construction du canal de l'Ourcq, entre 1802 et 1822, permet d'assurer un apport d'eau important, à défaut d'être d'une qualité adéquate. Le premier puits artésien de la ville est foré en 1841. Le très fort accroissement de la population parisienne nécessite toutefois d'entreprendre de nouveaux travaux.
En 1854, avec l'appui de Napoléon III, le préfet Georges Eugène Haussmann et le directeur du service des eaux Eugène Belgrand font approuver un programme d'alimentation en eau par le conseil municipal de Paris. L'aqueduc de la Dhuis est le premier ouvrage à être construit. Le décret du 4 mars 1862 le déclare d'utilité publique. Les travaux divisés en deux lots débutent à la fin juin 1863. Le chantier est rapidement réalisé : l'eau est introduite dans l'aqueduc le 2 août 1865. La distribution régulière commence le 1er octobre suivant, alimentant le réservoir de Ménilmontant,.
La réalisation de l'aqueduc de la Dhuis coûte 18 millions de francs de l'époque, incluant l'achat des chutes des usines de la Dhuys et l'acquisition des sources et des usines du Surmelin.

### Utilisation

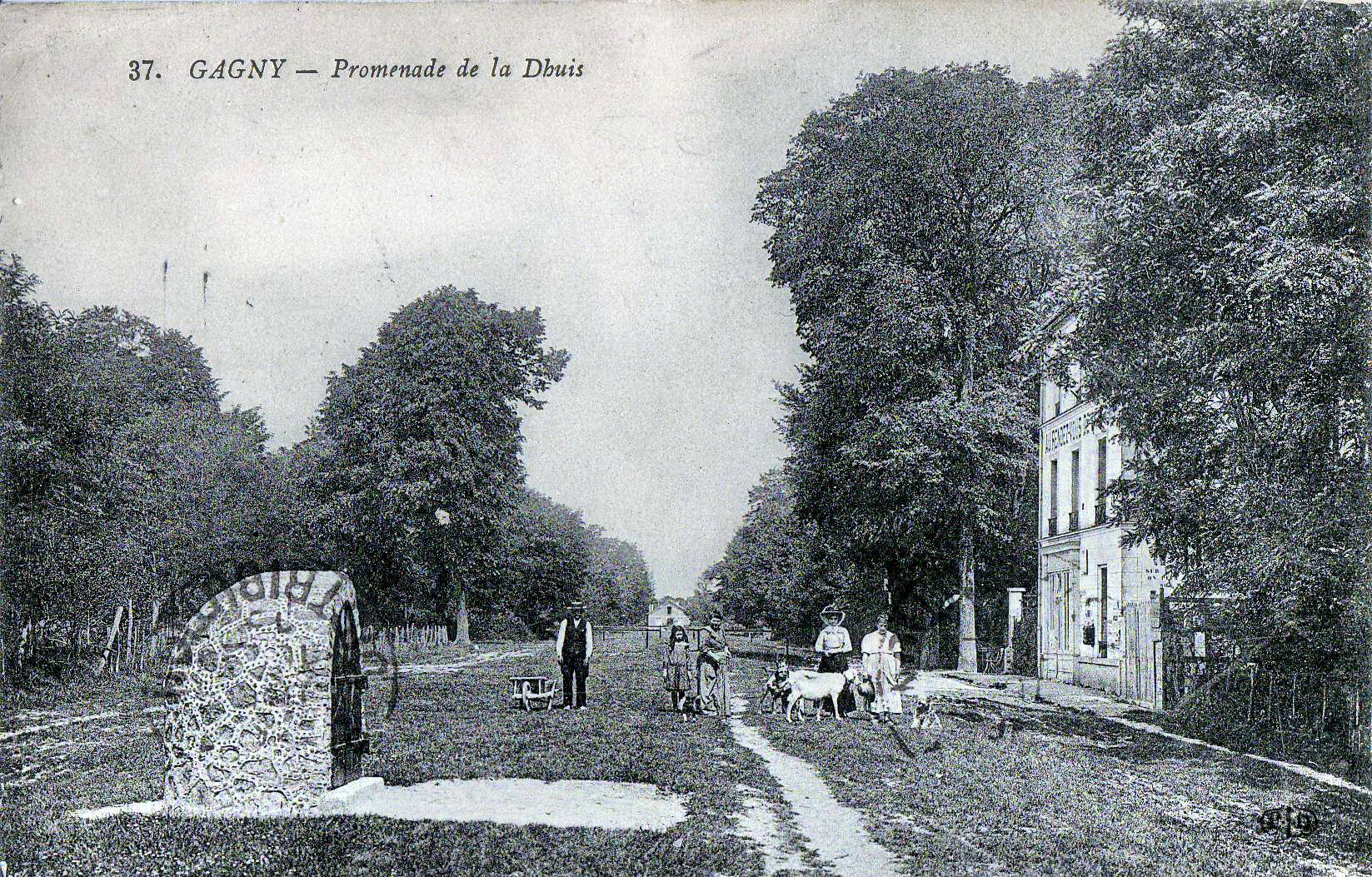
La promenade de la Dhuis est appréciée de longue date et permet la création de guinguettes, comme celle représentée sur cette carte postale datant d'avant 1915.

En 1889, la quantité d'eau distribuée annuellement s'élève en moyenne à 66 millions de m3 pour un prix de 0,113 F/m3. En 1896, les réservoirs du nord parisiens desservent les quartiers hauts de Montmartre, Belleville et Passy.
Le trajet de l'aqueduc est une destination populaire. À l'instar des bords de Marne, plusieurs guinguettes sont créées sur son parcours, alors même que l'eau n'est pas apparente.

### Usage actuel
Actuellement, l'aqueduc de la Dhuis alimente en eau potable le parc d'attraction Disneyland Paris à Marne-la-Vallée. Seule une petite partie parvient jusqu'à Paris.
Depuis 2009 l'aqueduc est vide à partir d'Annet-sur-Marne, la galerie ayant été bétonnée par la ville de Paris sur presque 700 mètres.
La ville de Paris inscrit à l'ordre du jour du conseil des 17 et 18 octobre 2011 l'éventualité de céder l'aqueduc de la Dhuis à la société Placoplatre, au moins les sections situées sur les communes d'Annet-sur-Marne, Claye-Souilly, Villevaudé et Le Pin, afin de faciliter l'extraction du gypse souterrain par une exploitation à ciel ouvert,. À la suite de la motion de censure déposée par la fédération Île-de-France Environnement, la mairie de Paris a d'abord décliné l'offre de Placoplatre avant de renoncer au projet de cession.
En juillet 2015, la section de Pargny-la-Dhuys à Chessy est vendue à l'intercommunalité du Val d'Europe.